# 대한민국 국무원 사무국
국무원 사무국(國務院 事務局)은 대한민국의 중앙행정기관이었다. 1955년 2월 7일 총무처를 개편하여 발족하였으며 1960년 7월 1일 국무원 사무처로 개편되면서 폐지되었다.

## 설치 근거 및 소관 업무
- 정부조직법 [법률 제354호, 1955.02.07 전문개정] 제11조[1]
- 국무원사무국직제 [대통령령 제1012호, 1955.02.17 폐지제정] 제1조[2]

## 연혁
- 1955년 2월 7일 - 총무처를 폐지하고 국무원 사무국을 신설.
- 1960년 7월 1일 - 국무원 사무국을 폐지하고 국무원 사무처를 신설.

## 조직
| - 고시과 ( 1955.02 ~ 1960.07 ) - 공보실 ( 1956.02 ~ 1961.06 ) - 상훈과 ( 1955.02 ~ 1960.07 ) - 연금급여과 ( 1960.01 ~ 1960.07 ) | - 연금기금과 ( 1960.01 ~ 1960.07 ) - 연금기획과 ( 1960.01 ~ 1960.07 ) - 인사과 ( 1955.02 ~ 1960.07 ) - 전례과 ( 1955.02 ~ 1959.04 ) - 총무과 ( 1955.02 ~ 1960.07 ) |

## 역대 국장

### 국무원 사무국장
| 공화국      | 대수 | 이름           | 임기                              | 출신지    | 출신학교               | 비고                                                         |
| ----------- | ---- | -------------- | --------------------------------- | --------- | ---------------------- | ------------------------------------------------------------ |
| 제 1 공화국 | 6대  | 문봉제(文鳳濟) | 1955년 2월 17일 ~ 1957년 6월 11일 | 평남 개천 | 일본 니혼대            | 내무부 치안국장&교통부 장관                                  |
| 제 1 공화국 | 임시 | 권성기(權聖基) | 1955년 6월 11일 ~ 1957년 6월 19일 |           |                        |                                                              |
| 제 1 공화국 | 7대  | 신두영(申斗泳) | 1957년 6월 28일 ~ 1960년 6월 30일 | 충남 공주 | 수원농생명과학고등학교 | 총무처 차관&소청심사위원회 위원장&감사원장&국제관광공사 총재 |

## 같이 보기
- 국무원